# Venera 10
Venera 10 (tiếng Nga: Венера-10 có nghĩa là Sao Kim 10), hoặc 4V-1 No. 661, là một sứ mệnh không người lái không người lái của Liên Xô đến sao Kim. Nó bao gồm một tàu quỹ đạo và một tàu đổ bộ. Nó đã được đưa ra vào ngày 14 tháng 6 năm 1975 03:00:31 UTC và có khối lượng 5033 kg (11096 lb).

## Tàu quỹ đạo
Tàu quỹ đạo bước vào quỹ đạo Sao Kim vào ngày 23 tháng 10 năm 1975. Nhiệm vụ của nó là phục vụ như là một rơle truyền thông cho các lander và để khám phá các lớp mây và các tham số khí quyển với một số dụng cụ và thí nghiệm:
- Quang phổ kế hồng ngoại 1,6-2,8 μm
- Máy đo bức xạ hồng ngoại 8-28 μm
- Quang kế UV 352 nm
- 2 Photopolarimeters (335-800 nm)
- Máy đo phổ 300-800 nm
- Quang phổ kế Lyman-α H / D
- Lập bản đồ radar lưỡng cực
- CM, DM huyền thoại vô tuyến
- Triaxial Magnetometer
- Máy ảnh UV 345-380 nm
- Camera 355-445 nm
- 6 máy phân tích tĩnh điện
- 2 bẫy ion điều chế
- Đầu dò Proton / Alpha năng lượng thấp
- Đầu dò điện tử năng lượng thấp
- 3 Bộ đếm bán dẫn
- 2 Đồng hồ xả gas
- -Bộ thiết bị thăm dò Cherenkov
Tàu vũ trụ quỹ đạo bao gồm một hình trụ với hai cánh bảng điều khiển năng lượng mặt trời và một ăng ten parabol đạt được cao gắn liền với bề mặt cong. Một thiết bị hình chuông giữ hệ thống đẩy được gắn vào đáy của hình trụ, và được đặt trên đỉnh là một quả cầu 2,4 mét chứa tàu hạ cánh. Để tiếp cận Sao Kim, tàu vũ trụ đi theo một quỹ đạo nhật tâm từ Trái đất đến hành tinh với cực cận là 0,72 AU, cực viễn 1,02 AU, độ lệch tâm 0,17, độ nghiêng 2,3 độ và quỹ đạo 294 ngày.